# Zond 1
Zond 1 là một phi thuyền trong chương trình Zond của Liên Xô. Đây là tàu vũ trụ nghiên cứu thứ hai của Liên Xô tiến đến sao Kim, mặc dù thông tin liên lạc đã thất bại vào thời điểm đó. Nó mang một viên nang hình cầu 90 cm, chứa thí nghiệm phân tích hóa học khí quyển, đo tia gamma của đá bề mặt, máy quang kế, đồng hồ đo nhiệt độ và áp suất, và cảm biến chuyển động/lắc trong trường hợp nó rơi xuống nước.

## Lịch sử
Ít nhất ba tàu vũ trụ thăm dò hành tinh của Liên Xô trước đó đã bị phá hủy do trục trặc của tên lửa đổ bộ (BOZ) trên sân khấu Blok L, nhưng một cuộc điều tra cho thấy vấn đề đã được giải quyết dễ dàng. Tàu vũ trụ lần này, một chiếc Venera 3MV-1, được phóng lên vào ngày 2 tháng 4 năm 1964 từ Tyuratam và lần này việc phóng được thực hiện một cách hoàn hảo. Trong giai đoạn hành trình, một sự rò rỉ chậm từ một cửa sổ cảm biến bị nứt khiến khoang điện tử mất áp suất không khí. Đây là một vấn đề nghiêm trọng khi các thiết bị điện tử của Liên Xô dựa vào các ống chân không mà sẽ bị quá nhiệt nếu không có không khí làm mát. Một lệnh không đúng lúc từ kiểm soát mặt đất đã bật hệ thống radio của nó trong khi vẫn còn một bầu không khí hiếm hoi bên trong, khiến cho các thiết bị điện tử bị ngắn mạch bởi sự phóng điện.
Vì nhiệm vụ không thể thành công, nên các quan chức không thể chấp nhận cho tàu này một mã chỉ định Venera, nhưng khi tàu thăm dò đã rời khỏi quỹ đạo Trái đất, nó cũng không thể được đặt tên theo mã Kosmos, vì vậy chính quyền Xô Viết đã tuyên bố tàu thăm dò là "Zond" và tuyên bố nó được thiết kế để "thử nghiệm các thành phần ứng suất trong không gian sâu". Nhà thiết kế trưởng Sergei Korolev đã thất vọng trước thất bại của nhiệm vụ và yêu cầu kiểm soát chất lượng cao hơn từ Phòng OKB-1, bao gồm cả tia X để kiểm tra rò rỉ áp suất.